# Саксетания копетдагская
Саксетания копетдагская (лат. Saxetania cultricollis) — прямокрылое насекомое из семейства памфагид надсемейства саранчовых. Редкий вид, эндемик Копетдага (горная система в Средней Азии). Один из 24 видов очень древнего иранского рода саранчовых Saxetania.

## Описание
Крупное саранчовое, длина тела самок 37—61,4 мм, самцов 25—29,5 мм. Тело массивное с плотными шероховатыми покровами. Сверху переднеспинка имеет выгнутый вверх дуговидный срединный киль. Насекомые обоих полов бескрылые. Окраска серая или темноватая, маскировочная, характерная для типичных петробионтов, сливающаяся с общим фоном каменистого субстрата. Внутренняя сторона голеней задних ног интенсивно синяя и является «опознавательной меткой».

## Ареал и места обитания
Саксетания копетдагская распространена на юго-западе Средней Азии в горах и предгорьях Копетдага в Южной Туркмении и на севере Ирана. В предгорьях она обитает среди произрастающей на мелкоземистых склонах увалов травянистой эфемерово-полынной растительности, в которой преобладают белая полынь (Artemisia herba-alba), разные виды солянок из родов Suaeda и Salsola, обыкновенный терескен (Krascheninnikovia ceratoides), эфемеры (мятлик живородящий Poa bulbosa vivipara) и пустынная осока (Carex pachystylis). В горах, на северных склонах Западного Копетдага, саксетания встречается среди нагорных ксерофитов, растущих на каменисто-щебенистых грунтах.

## Численность
В пределах своего ареала вид распространен очень неравномерно, мозаически. В благоприятных местах обитания плотность популяции может достигать 1 особи на 2—3 м². В подгорных пустынях в некоторых местах на площади 10—20 м² могут находиться несколько саксетаний обоих полов, тогда как на достаточно обширной территории они могут отсутствовать совсем. В горах распределение и численность саксетаний зависит от наличия и сочетания на склонах участков с каменисто-щебенистым и мелкоземистым грунтами.
На распределение и численность популяций саксетании наибольшее влияние оказывает изменение её местообитаний вследствие выветривания и денудации склонов гор. Вначале эти процессы приводят к увеличению количества каменисто-щебенистых осыпей и способствуют расширению пригодной для обитания вида территории. Однако происходящее далее сползание вниз по склонам мелкоразмельченных в результате выветривания частиц грунта приводит к образованию и увеличению мелкоземистых участков, покрытых более густой растительностью и неподходящих для саксетаний.

## Образ жизни
Саксетании активны в утреннее и вечернее время, ночь и жаркие дневные часы проводят в разнообразных укрытиях: небольших углублениях в почве, пустотах между камнями или под кустиками. Первые признаки активности эти саранчовые начинают проявлять к 9 часам утра, примерно через час начинают питаться. С наступлением жары прячутся в укрытия. Второй период суточной активности у этих насекомых начинается после 16—17 часов, когда спадает жара. Большую часть времени они проводят на земле, только личинки ранних возрастов поднимаются на растения. Передвигаются саксетании в основном ходьбой, прыгая только при преследовании. Длина прыжка достигает около 1 м. Суточные перемещения этих саранчовых очень незначительны: самцы за день передвигаются всего на 13, а самки — на 15 м.

## Питание
Копетдагские саксетании предпочитают питаться 6 видами растений: люцернами Medicago meyeri, Medicago minima и люцерной посевной (M. sativa), горошком узколистным (Vicia angustifolia), кельпинией Koelpinia linearis и цикорием обыкновенным (Cichorium intybus). В целом же рацион этих саранчовых состоит из около 60 видов растений.

## Размножение
Копетдагские саксетании спариваются в мае. Спаривание длится от 1,5 до 3 с небольшим часов. Самка может повторно совокупляться с тем же самцом. Яйца самки начинают откладывать через 3—5 дней после спаривания, в землю под растениями, формируя характерные для всех саранчовых кубышки. Самка продуцирует в среднем 90—92, максимум 102 яйца. Если продуцируется вторая партия, в ней содержится не более 30—40 яиц. Вскоре после откладки яиц, к началу июня, большинство взрослых саксетаний отмирает.
Массовый выход личинок из яиц в предгорьях происходит в конце октября — начале ноября. Личинки самцов линяют 5 раз, самок — 6, вследствие чего взрослые (имаго) самки появляются примерно на 20 дней позже самцов. В горах на высоте от 1200 до 1700 м имаго появляются в мае.

## Охрана
Как редкий вид саксетания копетдагская была занесена в Красную книгу СССР, отнесена к III категории видов. В качестве мер охраны предлагалось дальнейшее изучение её биологии и охрана в Копетдагском заповеднике, поскольку по состоянию на начало 1980-х годов целенаправленная охрана этого вида насекомых не осуществлялась нигде.

## Подвиды
Саксетания копетдагская образует 2 подвида:
- Saxetania cultricollis cultricollis (Saussure, 1887) — номинативный подвид; типовая местность: район города Ашхабад, Туркмения[2];
- Saxetania cultricollis integra Descamps, 1967 — типовая местность: провинция Голестан на севере Ирана[6].